# Palazzo Pignano
Palazzo Pignano ist eine norditalienische Gemeinde (comune) mit 3804 Einwohnern (Stand 31. Dezember 2023) in der Provinz Cremona in der Lombardei. Die Gemeinde liegt etwa 45 Kilometer nordwestlich von Cremona am Tormo. 

## Geschichte
Die Ortschaft besteht – zumindest als Kapelle – seit dem 4. Jahrhundert nach Christus.

## Verkehr
Durch den Südteil der Gemeinde führt die frühere Strada Statale 415 Paullese (heute eine Provinzstraße) von Paullo nach Cremona.